# Monanus concinnulus
Monanus concinnulus is een keversoort uit de familie spitshalskevers (Silvanidae). De wetenschappelijke naam van de soort werd in 1858 gepubliceerd door Francis Walker.